# 一號鎮區 (北卡羅萊納州帕姆利科縣)
一號鎮區（英語：Township 1）是位於美國北卡羅萊納州帕姆利科縣的一個鎮區。

## 地方資料
一號鎮區的面積為217.80平方千米，皆為陸地。根據2020年美國人口普查的數據，當地共有人口2903人，而人口密度為每平方千米13.33人。